# Kamal Morarka
Kamal Morarka (18 de junio de 1946-15 de enero de 2021) fue un ministro sindical y empresario indio que ocupó el puesto de presidente nacional del Partido Samajwadi Janata (Rashtriya).

## Biografía

### Primeros años
Nació en una familia tradicional Marwari el 18 de junio de 1946. Fue vicepresidente de la Junta de Control de Críquet en India y de la Asociación de Críquet de Rajasthan.

### Carrera política
Fue Ministro de Estado bajo el mandato de Chandra Shekhar desde 1990 a 1991 y miembro de Rajya Sabha de Rajasthan en 1988.
En 2012 se convirtió en el jefe del Partido político Samajwadi Janata (Rashtriya) iniciado por Chandra Shekhar y Devi Lal después de que en 1990 se separaran de Janata Dal.
En las elecciones de Rajya Sabha de 2016 fue respaldado como candidato independiente por el Congreso Nacional Indio para las elecciones de Rajasthan, recibiendo un total 34 votos de los cuales 24 del Congreso Nacional Indio, cuatro del Partido Nacional del Pueblo, dos del Partido de la Sociedad Mayoritaria y cuatro de partidos Independientes.

### Carrera de negocios
Se desempeñó como presidente de Morarka Organicuna una Organización del Sector Privado que ofrece servicios en Procesamiento de Alimentos / Bebidas. También era propietario de la fábrica de ropa más grande de Indore, llamada fábrica de Hukumchandra la cual cerró en 1990 debido a la crisis financiera que produjo el mayor desempleo en la historia de Indore. 
Además fue propietario de unos pocos "Havelis" patrimoniales en Rajasthan principalmente en Nawagarh. El más famoso es el Museo Kamal Morarka Haveli que es un museo privado.